# Rupture de barrage
Ne doit pas être confondu avec Débordement de barrage.

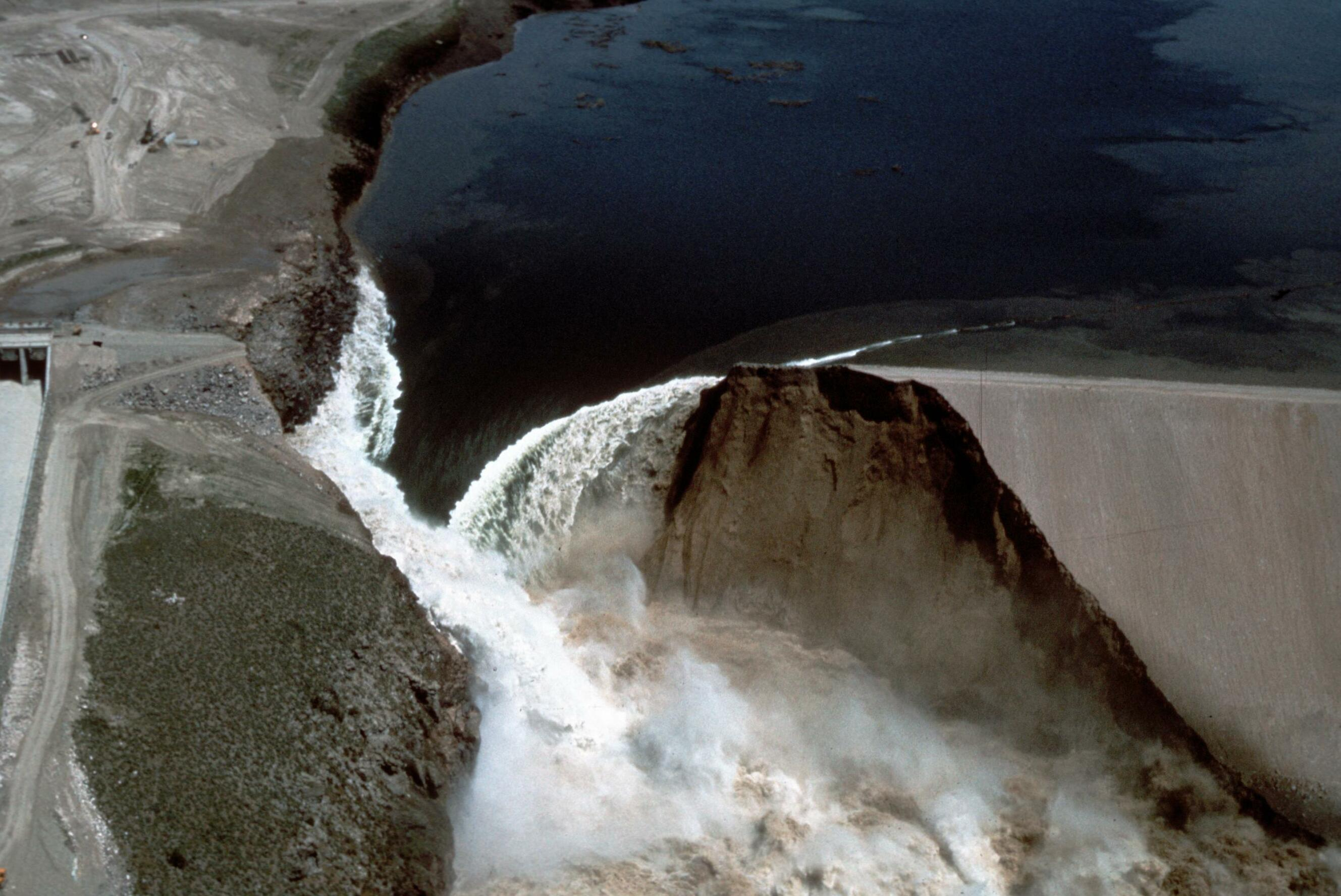
Le réservoir du barrage Teton se déversant lors de sa rupture en 1976 aux États-Unis.

Une rupture de barrage se produit lorsque la structure cède du fait d'événements naturels (séisme, mouvement de terrain, crue, etc.) ou de défaillances humaines (mauvaise conception, négligence, sabotage, etc). Cette rupture a pour conséquence le déversement non contrôlé de l'eau ou de la boue contenues par le barrage. Ce type de catastrophe reste peu fréquent mais chaque occurrence engendre de graves conséquences humaines, environnementales et techniques.
La rupture d'un barrage naturel peut aboutir à une inondation soudaine, notamment par la vidange brutale de lac glaciaire ou par un jökulhlaup lorsque ce barrage naturel est un glacier.

## Causes
Un barrage peut rompre pour différentes raisons ; d'autre part il existe plusieurs types de barrages et chacun peut présenter des pathologies qui lui sont propres.
Les principales causes de ruptures sont les suivantes :
- l'érosion interne, qui concerne les barrages en terre (cas du barrage de Teton) ;
- la rupture d'un appui, qui concerne les barrages-voûtes mais reste heureusement rarissime (cas du barrage de Malpasset) ;
- la submersion de l'ouvrage, provoquée par exemple par la rupture d'un autre barrage à l'amont (catastrophe de Banqiao), ou par une élévation anormale du plan d'eau (par exemple à la suite d'un glissement de terrain) ;
- le déplacement de l'ouvrage provoqué par les sous-pressions (cas du barrage du Gleno).

La négligence, une surveillance et un entretien insuffisants, peuvent également conduire à des accidents.
La plupart des grands barrages maçonnés sont néanmoins des barrages-voûtes, dotés par nature d'une résistance élevée ; l'exemple de la catastrophe du Vajont montre qu'un tel ouvrage peut résister à une vague de grande hauteur. De nombreux barrages chiliens ont traversé plusieurs séismes de grande énergie sans dommage.

## Liste d'accidents liés aux barrages
| Barrage                                                                     | Province, Pays                                       | Date                           | Nombre de décès                                         | Pertes, commentaires |
| --------------------------------------------------------------------------- | ---------------------------------------------------- | ------------------------------ | ------------------------------------------------------- | --- |
| Sadd el-Kafara                                                              | Wadi Garawi au Caire (Égypte)                        | -2600 (environ 2600 av. J.-C.) |                                                         | |
| Barrage Fushan (Nanking)                                                    | Jiangsu (Chine)                                      | 516                            | > 10000                                                 | Ce barrage a été construit à des fins militaires et détruit peu après |
| Marib                                                                       | Sheba (Yémen)                                        | 575                            |                                                         | Inconnue |
| Pantano de Puentes                                                          | Lorca (Espagne)                                      | 1802                           | 608 morts                                               | 1 800 maisons et 40 000 arbres détruits |
| Dale Dike Reservoir                                                         | Yorkshire du Sud (Angleterre, Royaume-Uni)           | 1864                           | 240 morts                                               | 100 maisons et 15 ponts détruits. Le barrage aurait cédé à cause de vices de construction, mais le rapport officiel indique que la cause réelle de la rupture reste inconnue. |
| Barrage du lac Iruka                                                        | Inuyama (Préfecture d'Aichi, Japon)                  | 1868                           | 941                                                     | Sous l'effet des fortes pluies de fin avril, ce barrage de terre s'est effondré le 13 mai. L'eau accumulée dans le lac Iruka a débordé en aval, causant de graves dommages à Inuyama, Iwakura, Kasugai, Tsushima, Yatomi, et Komaki. 807 maisons ont été détruites et 11 709 autres ont été inondées.[réf. souhaitée] |
| Barrage de South Fork                                                       | États-Unis                                           | 1889                           | 2 200                                                   | La rupture est due à des modifications inconsidérées faites sur l'ouvrage sans la moindre précaution, l'absence de surveillance, et une crue très importante ; la justice a retenu la fatalité ; l’événement est resté dans la mémoire collective américaine sous le nom de Johnstown Flood |
| Walnut Grove Dam                                                            | Wickenburg (Arizona, États-Unis)                     | 1890                           | 50<150                                                  | Importantes chutes de neige suivies de fortes pluies |
| Réservoir de Bouzey                                                         | Vosges (France)                                      | 1895, avril                    | 87                                                      | Barrage-poids, il rompt après un premier grave accident et des déformations dues à des sous-pressions, inconnues à cette époque. Reconstruit, il est toujours en service. |
| McDonald Dam                                                                | Texas (États-Unis)                                   | 1900                           |                                                         | Surcharge hydraulique. |
| Hauser Dam                                                                  | Helena (Montana) (États-Unis)                        | 1908                           | 0                                                       | Inondations, fondations de mauvaise qualité. |
| Barrage Tom-Miller                                                          | Austin (Texas, États-Unis)                           | 1900, 1911, 1940               | 7, 78, ?                                                | Mauvaise conception, utilisation de dynamite pour contrecarrer des problèmes structurels, 3 destructions de barrage. |
| Přehrada Desná (cs)                                                         | Desná (Autriche-Hongrie – maintenant en Tchéquie)    | 1916                           | 62                                                      | Défauts de construction. |
| Lake Toxaway Dam                                                            | Comté de Transylvania (Caroline du Nord, États-Unis) | 1916                           | 0                                                       | Fortes pluies, a été reconstruit dans les années 1960 |
| Sweetwater Dam                                                              | Comté de San Diego (Californie, États-Unis)          | 1916                           | 12<50                                                   | Barrage noyé par les inondations. |
| Lower Otay Dam                                                              | Comté de San Diego (Californie, États-Unis)          | 1916                           | 40                                                      | Barrage noyé par les inondations. |
| Barrage du Gleno                                                            | Province de Bergame, Italie                          | 1923, 1er décembre             | 356                                                     | Barrage-poids à contreforts, il se rompit lors de la mise en eau ; très mal conçu en raison d'une mauvaise prise en compte des sous-pressions (poussée d'Archimède) qui ont soulevé sa fondation ; il n'a pas été reconstruit. |
| Llyn Eigiau et le Coedty reservoir.                                         | Dolgarrog (Galles du Nord, Royaume-Uni)              | 1925                           | 10<16                                                   | L'entrepreneur rejeta la faute sur des économies pendant la construction, mais plus de 600 mm d'eau étaient tombés pendant les 5 derniers jours. C'est la dernière rupture de barrage à avoir causé des morts en date au Royaume-Uni. |
| Barrage de St. Francis                                                      | Valencia (Californie, États-Unis)                    | 1928                           | 600                                                     | Instabilité géologique du canyon non détectée avec la technologie de l'époque, erreurs humaines sachant que de petites fissures étaient "normales" pour ce type de barrage. |
| Barrage de Horonai                                                          | Ōmu (Hokkaidō, Japon)                                | 1941                           | 60 (confirmation officielle)                            | Le bassin Horonai a été frappé par des pluies torrentielles. Il s'agit de la cause probable de l'effondrement. Le rapport officiel confirme 220 victimes et 32 maisons emportées. |
| Nant-y-Gro Reservoir                                                        | Nant-y-Gro Valley (Pays de Galles, Royaume-Uni)      | 1942, juillet                  |                                                         | Détruit au cours de tests préparatifs de l'Opération Chastise pendant la seconde guerre mondiale. |
| Eder                                                                        | Vallée de l'Eder (Ruhr, Allemagne)                   | 1943, 17 mai                   | 47<100                                                  | Bombardé au cours de l'Opération Chastise pendant la seconde guerre mondiale. |
| Möhne                                                                       | Vallée de la Möhne et de la Heve (Ruhr, Allemagne)   | 1943, 17 mai                   | 1 200 à 1 600 dont 749 prisonniers de guerre ukrainiens | Bombardé au cours de l'Opération Chastise pendant la seconde guerre mondiale. |
| Barrage de Heiwa                                                            | Kameoka (Préfecture de Kyoto, Japon)                 | 1951                           | 117 (confirmation officielle)                           | Dans de fortes pluies, a avalé le ruisseau boueux du village de la partie aval et l'effondrement de l'étang de la paix des étangs d'irrigation, la confirmation officielle a été signalée des dommages de 80 maisons endommagées à Kameoka et la région environnante. |
| Barrage de Taisho                                                           | Ide (Kyoto), Japon                                   | 1953                           | 108 (confirmation officielle)                           | Sous l'influence de fortes pluies, explosion d'un "deuxième bassin de la Ninotani". |
| Vega de Tera / Catástrofe de Ribadelago (es)                                | Ribadelago (Espagne)                                 | 1959, 9 janvier                | 144,                                                    | Mauvaise construction du barrage. Défauts de cimentation des contreforts et pierres de mauvaise qualité pour deux d'entre eux. Infiltrations ayant abouti à des sous-pressions qui ont probablement entrainé la rupture de deux contreforts, puis, par effet domino, des contreforts suivants de part et d'autre. Le village de Ribadelago entièrement rasé a été reconstruit une dizaine de kilomètres plus loin. Le barrage n'a pas été reconstruit et ses ruines sont toujours visibles.                                      |
| Barrage de Malpasset (Fréjus)                                               | France                                               | 1959, 2 décembre               | 423                                                     | Bien que correctement construit, il était cependant établi sur une mauvaise fondation en rive gauche et celle-ci a cédé ; 50 millions de mètres cubes d'eau se déversent sur Fréjus qu'ils ravagent en grande partie ; la vague transporte des morceaux du barrage allant jusqu'à 600 tonnes et rase un viaduc autoroutier ; n'a pas été reconstruit |
| Baldwin Hills dam                                                           | Californie, États-Unis                               | 1963, 16 décembre              | 3                                                       | Barrage en terre, rupture par érosion interne |
| Spaulding Pond Dam (Mohegan Park)                                           | Norwich (Connecticut, États-Unis)                    | 1963                           | 6                                                       | Plus de 6 millions $ de dégâts. |
| Barrage du Vajont (Longarone)                                               | Province de Belluno, Italie                          | 1963, 9 octobre                | 1 900                                                   | La présence du lac artificiel favorise le glissement de 260 millions de mètres cubes de matériaux brutalement descendus du Mont Toc, et qui remplissent la retenue et provoquent deux vagues géantes, l'une vers l'amont, l'autre vers l'aval. Celle-ci a une hauteur estimée à 150 m et un volume de 25 millions de mètres cubes et sera suivie par la deuxième vague revenant de son expansion vers le haut de la vallée. Le barrage résiste mais la vallée plus bas est ravagée. Le barrage est resté désaffecté depuis lors. |
| Mina Plakalnitsa (Vratsa)                                                   | Vratsa (Bulgarie)                                    | 1966                           | 107<500                                                 | Une retenue de déchets dans la mine de cuivre de Plakalnitsa près de Vratsa s'est effondrée. Une grande quantité de boue a inondé Vratsa et le village de Zgorigrad, qui a beaucoup souffert. Le chiffre officiel est de 107, mais les sources non officielles parlent de 500 tués,. |
| Buffalo Creek Flood                                                         | Virginie-Occidentale (États-Unis)                    | 1972                           | 125                                                     | Construction instable par des compagnies locales de mine, s'est rompu lors de fortes pluies |
| Canyon Lake Dam                                                             | Dakota du Sud (États-Unis)                           | 1972                           | 236<238                                                 | Barrage noyé par les inondations et des débris. |
| Barrage de Banqiao                                                          | Henan (Chine)                                        | 1975, 8 août                   | de 26 000 à 240 000                                     | Destruction de 62 barrages en série. Peut-être la pire des catastrophes de ce type. |
| Barrage Teton                                                               | Idaho (États-Unis)                                   | 1976, 5 juin                   | 11 personnes et 13 000 têtes de bétail                  | Barrage en terre, a rompu lors de la mise en eau, n'a pas été reconstruit |
| Laurel Run Dam                                                              | Johnstown (Pennsylvanie, États-Unis)                 | 1977                           | 39<40                                                   | Fortes Pluies et inondation qui surmontent le barrage. |
| Kelly Barnes Dam                                                            | Géorgie (États-Unis)                                 | 1977                           | 39                                                      | Cause inconnue, peut-être une erreur de conception, le barrage a été rehaussé plusieurs fois pour augmenter les capacités de production d'énergie. |
| Machchu-2 Dam                                                               | Morvi (Gujarat, Inde)                                | 1979                           | 1 800 < 15 000                                          | Fortes pluies au-delà des capacités de dispersion. |
| Wadi Qattara Dam                                                            | Benghazi (Libye)                                     | 1979                           |                                                         | Des inondations en amont et une capacité de stockage endommagée, le barrage secondaire a été détruit. |
| Lawn Lake Dam                                                               | Parc national de Rocky Mountain (États-Unis)         | 1982                           | 3                                                       | Érosion de tuyauteries de sortie; barrage en location et mal entretenu |
| Presa de Tous / Pantanada de Tous (es)                                      | Province de Valence (Espagne)                        | 1982, 20 octobre               | 20 ou plus                                              | |
| Catastrophe du barrage du Val de Stava                                      | Italie                                               | 1985                           | 264<361                                                 | Mauvais entretien, faible coefficient d'erreur dans les calculs de conception; les tuyaux extérieurs ont cédé, ce qui a conduit a une pression élevée dans le barrage. |
| Upriver Dam                                                                 | État de Washington (États-Unis)                      | 1986                           |                                                         | La foudre a frappé le système électrique, arrêtant les turbines. Le niveau d'eau monta pendant les essais de redémarrage. Les systèmes de secours, inopérants, ne purent pas actionner les déversoirs à temps. Le barrage fut submergé puis reconstruit. |
| Brana Peruća (hr)                                                           | Croatie                                              | 1993                           |                                                         | Pas vraiment une rupture de barrage puisqu'il y a eu une explosion faite par des forces serbes en retraite. |
| Déluge du Saguenay                                                          | Québec (Canada)                                      | 1996                           | 10                                                      | Après deux semaines de pluies constant les sols étaient imbibés et les ennuis ont commencé. Après l'inondation il s'est avéré que les digues et les installations étaient mal entretenues. |
| Meadow Pond Dam                                                             | New Hampshire (États-Unis)                           | 1996                           | 1                                                       | Conception et construction défaillantes ce qui causa la rupture avec un apport de glace important |
| Opuha Dam                                                                   | Nouvelle-Zélande                                     | 1997                           | 0                                                       | Pluies importantes pendant la construction, le barrage a pu être terminé |
| Aznalcollar Mine Tailings Dam / Désastre de Doñana / Désastre d'Aznalcóllar | Espagne                                              | 1998, 25 avril                 | 0                                                       | |
| Vodní nádrž Soběnov                                                         | Soběnov (Tchéquie)                                   | 2002                           |                                                         | Très fortes pluies en 2002 |
| Zeyzoun Dam                                                                 | Zeyzoun (Syrie)                                      | 2002, 4 juin                   | 22 avec 10 000 personnes concernées,.                   | |
| nl:Kadebreuk Wilnis 2003                                                    | Wilnis (Pays-Bas)                                    | 2003                           | 0                                                       | De la tourbe desséchée est devenue très légère s'est mise à flotter après les inondations et a été emportée, 1 500 personnes évacuées. |
| Hope Mills Dam                                                              | Caroline du Nord (États-Unis)                        | 2003                           |                                                         | Fortes pluies ont détruit le barrage fait de terre |
| Big Bay Dam                                                                 | Mississippi (États-Unis)                             | 2004                           |                                                         | Un petit trou s'est agrandi et a fini par provoquer la rupture du barrage. |
| Barrage de Camará (pt)                                                      | Brésil                                               | 2004                           |                                                         | |
| Shakidor Dam                                                                | Pakistan                                             | 2005                           | 70                                                      | Pluies soudaines anormalement violentes |
| Taum Sauk reservoir                                                         | Lesterville (États-Unis)                             | 2005                           |                                                         | Erreur d'ordinateur et d'opérateur ; les jauges indiquant le remplissage n'étaient pas respectées; le barrage continuait de se remplir. De petites fuites avaient affaibli le parement amont par érosion interne. |
| Campos Novos Dam                                                            | Campos Novos (Brésil)                                | 2006                           |                                                         | Écroulement d'un tunnel |
| Gusau Dam                                                                   | Gusau (Nigeria)                                      | 2006                           | 40                                                      | Fortes inondations faisant un millier de sans-abris |
| Ka Loko Reservoir                                                           | Kauai (Hawaï, États-Unis)                            | 2006                           | 7                                                       | Pluies importantes et inondations. Plusieurs causes possibles, mauvais entretien, manque d'inspection et modifications illégales. |
| Lake Delton (en)                                                            | Lake Delton (Wisconsin, États-Unis)                  | 2008, 9 juin                   |                                                         | Rupture à cause de l'inondation de juin 2008 dans le Midwest. |
| Koshi Barrage (en)                                                          | Koshi (Népal)                                        | 2008, juin                     |                                                         | Fortes pluies |
| Algodões Dam                                                                | Piau (Brésil)                                        | 2009, 27 mai                   |                                                         | Fortes pluies |
| Situ Gintung Dam                                                            | Tangerang (Indonésie)                                | 2009                           |                                                         | Mauvais entretien lié avec de fortes pluies de mousson |
| Kyzyl-Agash Dam                                                             | Kazakhstan                                           | 2010                           | 34<40                                                   | Fortes pluies et fonte de neige |
| Hope Mills Dam                                                              | Caroline du Nord (États-Unis)                        | 2010                           |                                                         | Doline causée par une rupture du barrage |
| Delhi Dam                                                                   | Iowa (États-Unis)                                    | 2010, 24 juillet               | 0                                                       | Pluies fortes, inondations. |
| Niedow                                                                      | Voïvodie de Basse-Silésie (Pologne)                  | 2010, 7 août                   |                                                         | Fortes pluies, submergé par l'inondation |
| Accident de l'usine d'aluminium d'Ajka                                      | Hongrie                                              | 2010, 4 octobre                | 10                                                      | Rupture du béton sur une retenue de résidus dans une usine d'aluminium. |
| Kenmare Resources retenue de résidus                                        | Mozambique                                           | 2010, 8 octobre                |                                                         | Rupture d'une retenue de résidus dans une mine de titane. |
| Barrage Fujinuma, Sukagawa                                                  | Fukushima, Japon                                     | 2011, 11 mars                  | 4 ou 8 disparus                                         | À la suite du tremblement de terre de Tōhoku |
| Barrage de Campos dos Goytacazes (Brésil)                                   | État de Rio de Janeiro (Brésil)                      | 2012, 4 janvier                |                                                         | Rupture après une période d'inondation. |
| Barrage Ivanovo                                                             | Biser (Bulgarie)                                     | 2012, 6 février                | 8 plusieurs communautés noyées                          | Après une période de forte neige, des fissures étant restées sans réparation plusieurs années. |
| Köprü Dam (en)                                                              | Adana (Turquie)                                      | 2012, 24 février               | 10 travailleurs                                         | Un batardeau dans un tunnel de diversion s'est rompu après une période de fortes pluies pendant le premier remplissage du bassin,. |
| Tokwe Mukorsi Dam (en)                                                      | Masvingo, Zimbabwe                                   | 2014, 4 février                | 0                                                       | |
| Bento Rodrigues                                                             | Mariana (Minas Gerais)                               | 2015, 5 novembre               | 16 confirmés, une vingtaine de disparus                 | La rupture de deux barrages, copropriétés de Vale et du groupe BHP, détruit le village de Bento Rodrigues et provoque un drame écologique sans précédent au Brésil en libérant 60 millions de mètres cubes de boues toxiques issues d'une exploitation minière, entraînant notamment une forte pollution du Rio Doce. |
| Barrage de Guajataca                                                        | Porto Rico                                           | 2017, 22 septembre             | 0                                                       | Barrage fissuré à cause de fortes pluies, ville inondée |
| Rupture du barrage d'Attapeu                                                | Laos                                                 | 2018, 23 juillet               | 26 confirmés, au moins 130 disparus                     | Le barrage, encore en construction au moment des faits, a déversé près de 5 milliards de mètres cubes d'eau sur 7 des 12 villages situés en aval. Le groupe sud-coréen SK Engineering & Construction, partenaire du projet de construction, a découvert que la partie supérieure d’un barrage auxiliaire avait été emportée par les eaux environ 24 heures avant son effondrement,. |
| Rupture du barrage de Brumadinho                                            | Minas Gerais (Brésil)                                | 2019, 25 janvier               | 200 personnes portées disparues (bilan 25 janvier 2019) | Le barrage appartient à la société minière Vale, déjà mise en cause dans la rupture de barrages de Bento Rodrigues trois ans auparavant. |
| Destruction du barrage de Kakhovka                                          | Nova Kakhovka (Ukraine)                              | 2023, 6 juin                   | Inconnues                                               | Sabotage de l'ouvrage par une explosion d'origine inconnue, dans le contexte de la guerre russo-ukrainienne. |
| Lac de la Daze                                                              | Espeyrac (France)                                    | 2023, 6 décembre               | 0                                                       | Une fuite du barrage provoque la vidange brutale du lac en dix minutes. |

## Rupture de retenue de résidus minier
Les barrages artificiels des complexes miniers sont utilisés pour stocker les déchets provenant des activités d'extraction et sont appelés digues de contention du dépôt de résidus[réf. nécessaire]. La raison de leur rupture est souvent une chute abondante de neige ou de pluie, qui par pression excessive sur la paroi de la digue forme une brèche[réf. nécessaire], puis une coulée ou torrent de boue à l'origine d'une catastrophe écologique (anéantissement de la faune et la flore, poissons intoxiqués meurent, pollution du sol et rivière) et humaine (eau inconsommable, maisons englouties, pèche, terrains interdits à la culture).